# Erik Jan Harmens
Erik Jan Harmens (Harderwijk, 10 juli 1970) is een Nederlands dichter en schrijver.

## Biografie
Harmens groeide op in Alphen aan den Rijn. Daar doorliep hij de havo en het vwo aan het Ashram College. In 1989 verhuisde hij naar Amsterdam, waar hij de studie Culturele en Maatschappelijke Vorming aan de Karthuizer Academie volgde.  
Hij was in 2002 de eerste Poetry Slam-kampioen van Nederland en schreef poëzierecensies en stukken voor Trouw, De Groene Amsterdammer en Het Parool. Hij was gast-redacteur bij het literair-satirische weekblad Propria Cures en voor het VPRO-radioprogramma De Avonden op Radio 6 interviewde Harmens wekelijks dichters, samen met Wim Brands. 
In 2003 verscheen zijn debuutbundel In menigten, in 2005 gevolgd door Underperformer (Gedichtendagprijs, nominatie Paul Snoek Poëzieprijs, Jo Peters Poëzieprijs en J.C. Bloem-poëzieprijs). In het juryrapport van de Paul Snoek Poëzieprijs werd over de poëzie van Harmens gezegd: "Harmens schrijft scherpe, compromisloze poëzie, ontroerende gedichten die zachtmoedig zijn als gewapend beton, verzen die strelen als glasscherven. Hij vertegenwoordigt een geheel eigen stem in de Nederlandse poëzie." Hij publiceerde in totaal vijf dichtbundels, plus twee bundels met lyrische duetten, een met Rick de Leeuw en een met Ilja Leonard Pfeijffer.
Op 26 augustus 2008 verscheen Harmens' eerste roman: Kleine doorschijnende man. In 2009 verscheen een door Harmens samengestelde bloemlezing van dichters die debuteerden in de afgelopen tien jaar, getiteld: Ik ben een bijl. Met Robert Jan Stips schreef hij de liedjes voor de in 2010 verschenen documentaire-musical De leugen van regisseur Robert Oey. 
In 2011 verschenen zowel de poëziebundel Echte mannen scheiden niet (samen met Rick de Leeuw) als de roman De man die in zijn eentje de Olympische Spelen organiseerde. Najaar 2013 verscheen zijn nieuwe poëziebundel Open mond. Joost Zwagerman zei: "Stug, nietsontziend, soms sardonisch, soms ronduit angstaanjagend en bij vlagen maximaal illusieloos – maar dwars door de puinstof heen glimpt een tederheid die zich niet de nek laat omdraaien."
In februari 2015 verscheen de derde roman van Erik Jan Harmens: het sterk autobiografische Hallo muur. In Hallo muur praat een man tegen een muur over de jaren die achter hem liggen, waarin hij een burn-out kreeg, een echtscheiding doormaakte, een vader en een aantal beste vrienden zag overlijden én een geloofwaardig antwoord moest vinden op zijn alcoholverslaving. In maart 2015 was Harmens te zien in het KRO-programma De Wandeling, waarbij hij al wandelend in Het Twiske in gesprek was met Arie Boomsma over zijn nieuwe boek, zijn leven en zijn nieuwe verslaving: hardlopen. Hallo Muur was Boek van de Maand bij De Wereld Draait Door en werd talloze malen herdrukt.
Eveneens in 2015 publiceerde Harmens' ex-vrouw Gitta Veraart, met wie hij nog steeds bevriend is, een boek over hun zoon, die autisme heeft. Harmens schreef het voorwoord van dit boek.
In maart 2016 verscheen Ik noem dit poëzie, met al zijn verzamelde gedichten.
Begin 2017 verscheen Pauwl, een geestige vertelling over een volwassen man met autisme, en twee jaar later Door het licht, over onverdoofd leven. Even later kwam bij Moon Harmens' eerste kinderboek uit: Hans is kwijt. 
In november 2021 verscheen Rigolettohof: een autobiografische vertelling over een jeugd in anonimiteit in Alphen aan den Rijn en een plotselinge schietpartij. Ook schrijft Harmens stukken over prikkels en verdoving in NRC Handelsblad, Het Parool en Trouw.
Harmens is een van de dichters bij het project De Eenzame Uitvaart die bij begrafenissen van eenzaam gestorvenen een persoonlijk gedicht schrijven en dat gedicht ook op de uitvaart van die eenzame voordragen. Zijn gedicht U beklijft   werd bekroond met de Ger Fritz-Prijs 2019.
Zijn boek Het Grote Autismeboek (2024, Uitgeverij Thomas Rap, ISBN 9789400408913) werd gepresenteerd in oktober 2024 in Pakhuis de Zwijger in Amsterdam in de 'Grote Prikkelarme Autismeshow - een feestelijke avond voor mensen die eigenlijk niet van feestjes houden', waar hij werd geïnterviewd door Roxane van Iperen.

## Bestseller 60
| Boeken met noteringen in de Nederlandse Bestseller 60 | Jaar van verschijnen | Datum van binnenkomst | Hoogste positie | Aantal weken | Opmerkingen                    |
| ----------------------------------------------------- | -------------------- | --------------------- | --------------- | ------------ | ------------------------------ |
| Hallo muur                                            | 2014                 | 05-02-2014            | 12              | 5            |                                |
| PUUR                                                  | 2022                 | 07-12-2022            | 5               | 6            | in samenwerking met rapper Hef |